# جوناثان كراري
جوناثان كراري (بالإنجليزية: Jonathan Crary)‏ هو ناقد فني أمريكي، ولد في 1951.